# Кућа Милентија Поповића
Кућа Милентија Поповића је грађевина која је саграђена пре 1910. године. С обзиром да представља значајну историјску грађевину, проглашена је непокретним културним добром Републике Србије. Налази се у Попов Риду, под заштитом је Завода за заштиту споменика културе Ниш.

## Историја
Кућа Милентија Поповића представља објекат од историјског значаја за Црну Траву. Налази се у засеоку Попов Рид удаљеном 4 километра од Црне Траве. Кућу је сазидао Милић Поповић, а у њој је Милентије рођен 1913. године и у њој је живео до завршетка основне школе 1924. када је са родитељима, браћом и сестрама прешао у Београд. Кућа је грађена пре 1910. године и после Другог светског рата је претрпела доста измена, на крову је ћерамида замењена црепом. Према опису из 1935. године, то је била приземна кућа са малим прозорима и две просторије. Проширена је дограђивањем и спајањем просторија са суседним објектом, а некадашња „голема” соба је подељена зидом на две мање просторије. После рата кућа Милентија Поповића, првоборца Народноослободилачке борбе који је преминуо 1970. године као председник Савезне народне скупштине, је поклоњена омладини Србије и Црне Траве и у њој је био смештен Дом омладине Црне Траве. У централни регистар је уписана 25. децембра 1986. под бројем СК 695, а у регистар Завода за заштиту споменика културе Ниш 13. новембра 1986. под бројем СК 208.